# Trichosalpinx dalstroemii
Trichosalpinx dalstroemii är en orkidéart som beskrevs av Carlyle August Luer. Trichosalpinx dalstroemii ingår i släktet Trichosalpinx och familjen orkidéer. Inga underarter finns listade i Catalogue of Life.